# Amores que matan el otro lado del amor
Amores que matan, el otro lado del amor es una serie de televisión mexicana de ficción, drama y suspenso transmitida por primera vez el 18 de agosto de 2012 en México por Promovisión, actualmente conocido como Canal 10 de Cozumel. Fue creada por Carlos Peniche Gamboa, producida por Producciones Karla Presenta y de la cual se han emitido 2 temporadas de 15 episodios cada una.
La serie tuvo dos tipos de vertiente en sus argumentos, en la primera temporada tuvo el formato de historia por episodio, en donde cada uno de ellos, narraba una historia diferente, siempre con la característica de sus inesperados finales, recalcando lo que sucede en el otro lado del amor.
En la segunda temporada, la serie dio un giro y optó por el formato de una historia central, que abarcaba los quince capítulos de la misma, pero que a la vez también desarrollaban quince historias subalternas, cada una de las cuales finalizaba en su respectivo episodio.
La Banda sonora de la serie es una Melodía que lleva por nombre <<Amores que matan>>, composición, de la autoría de los Señores Jordi Iniesta y José Ogara e interpretada por la cantante de origen español María Villalón grabada por Lieber Music y Sony España. La Dirección de las primeras dos temporadas estuvo a cargo de Joel Atristain.

## Sinopsis
La serie en la primera temporada trató en sus episodios sobre diversos temas, adicciones, secuestros, robos, celos, infidelidad, Corrupción política y policíaca, abuso de poder, apuestas clandestinas y otros.
En la segunda temporada a grandes rasgos, la historia central, mostró al público, como una amistad y compadrazgo de varios años (Manuel Castro y Rodrigo Valente) es rota, cuando la ambición de uno de ellos, (Manuel) es desencadenada por el amor hacia una mujer malvada y ambiciosa (Rossana), situación que inicia una serie de sucesos que harán pasar a Rodrigo Valente un verdadero calvario, cuando este, cegado por la ira decide tratar de recuperar un dinero que el consideraba suyo, cuando realmente al inicio de la historia, se observa claramente que en realidad nunca le perteneció, porque fue mediante un golpe de "mala suerte", que el mismo día en que sale premiado el billete de lotería, con los números fijos que él jugaba por años, su hermano Gerardo se accidenta en una ciudad distante, obligándolo a él a ausentarse y por lo mismo, imposibilitándolo a ir personalmente por el "billete de lotería", como ya era su costumbre cada semana, encargándole a su "compadre" Manuel, recoger el mencionado número de lotería, en el estanquillo de Don Fortunato.
Manuel (quien no creía en la suerte y no estaba de acuerdo en "mal gastar" dinero en la compra de números de lotería) al ver la urgencia por la que estaba pasando su compadre Rodrigo, no le acepta los 500 pesos del costo del "billete Entero”, Ofreciéndose a ir por él, pagarlo y tenerlo consigo hasta que Rodrigo regresará de su viaje, momento en el cual, Rodrigo le devolvería el importe pagado. El trato queda de esa manera "cerrado" entre los amigos y compadres.

Manuel cumple, va y adquiere con su propio dinero el "entero de lotería", pero la suerte hace que esa vez.... el número salga premiado con 56 millones de pesos; al saber la noticia, Manuel embrutecido por el amor que sentía hacia Rossana y cegado por la ambición, decide no darle ningún centavo de esos millones a Rodrigo, apropiándoselos, sabedor que con ese dinero ya podría aspirar a la mujer que amaba (la ambiciosa Rossana), esta acción es preponderante en la trama de la serie de la segunda temporada, ya que desencadena innumerables reacciones a lo largo de los 15 episodios, reacciones de recalcitrantes vicisitudes que envuelven a cada uno de los personajes en una ola de situaciones y violencia que acaban llevando a Rodrigo Valente, a pertenecer primero y a comandar después (debido a la supuesta muerte del Capo: Carlos Mayoral "Chapu") al mayor Cártel de droga del País, esto, no sin antes perder a su esposa e hijos, quienes son violados y asesinados, por haber sido él, quien defendió (en un acto instintivo) al Capo Carlos Mayoral, de un atentado realizado por el "Renco" Medina, hijo de la poderosa narcotraficante y enemiga acérrima del "Chapu" : Isabela Medina "La Doña", ocasionando con esta acción, la muerte del hijo de la "Doña",. Por este heroico acto de defensa (mismo que puso su propia vida en peligro), Rodrigo es nombrado por el mismo Capo Mayoral, candidato a Gobernador, cargo que gana por votación popular.
Años después, El "Chapu" Mayoral, sufre nuevo atentado propiciado por la "Doña", quien obliga a Martina Ivanob (una colaboradora muy cercana y de amplia confianza del "Chapu") a atentar contra el Gran Capo, bajo la amenaza que de no hacerlo, le asesinaría a su hija; Martina aparentemente cumple con lo exigido por la "Doña", lo que ocasiona que ante la supuesta muerte del Chapu, Rodrigo Valente, por votación amplia (aunque no unánime) de los jefes del submundo del narcotráfico supla en el mando de la mayor organización Criminal, a su amigo muerto, quedando exactamente, como en un tiempo estuvo su predecesor: Gobernando el estado y siendo al mismo tiempo el Capo mayor del Narco, en el País.
Los acontecimientos, conllevan a poner a cada uno de los protagonistas en situaciones que van de acuerdo a la conducta que desarrollaron, siendo que la “Doña” termina perdiendo la razón, del dolor causado por el asesinato de sus dos hijos y Rodrigo Valente termina solo, preso y aislado a pesar del dinero y poder que llegó a ostentar.

## Locaciones
Esta Serie de televisión fue grabada en su mayor parte en Cozumel, en el Estado Mexicano de Quintana Roo, con escenas en Yucatán, la Ciudad de México y Brasil fue ambientada en la actualidad.

## Elenco de las dos temporadas de la serie
| Actor/Actriz        | Nombre del Capítulo | Número del Capítulo                    |
| ------------------- | --- | -------------------------------------- |
| Karla Peniche       | Todos tenemos secretos, Maldad e Hipocresía, Pasión obsesiva | 1, 6, 9                                |
| René Gatica         | Intriga e Infidelidad | 14                                     |
| Oka Giner           | Maldad e Hipocresía | 6                                      |
| Carlos Larrea       | Todos tenemos secretos | 1                                      |
| Oscar Ibarra        | Todos tenemos secretos, Por culpa de mis acciones I y II, Círculo de Mentiras, Ambición y Poder, Ambición y Poder | 1, 3, 4, 5, 7, 8                       |
| Iñigo Olavarrieta   | Pasión Obsesiva, Amor de Padre, Relaciones Peligrosas, El Cuarto Mandamiento | 9, 11, 13, 15                          |
| Anniuska García     | Pasión Obsesiva, Celos por Conveniencia, Amor de Padre, Por culpa del amor, Intriga e Infidelidad, El Cuarto mandamiento | 9, 10, 11, 12, 14, 15                  |
| Marce Escalante     | El Precio de la Honestidad, Por culpa de mis acciones I y II, Círculo de Mentiras, Maldad e Hipocresía, Ambición y Poder, Amor de Padre, Por culpa del amor, Intriga e Infidelidad, El Cuarto Mandamiento                                     | 2, 3, 4, 5, 6, 7, 11, 12,14, 15        |
| Joel Atristain      | El Precio de la Honestidad, Ambición y Poder, Celos por conveniencia, Relaciones Peligrosas | 2, 7, 10, 13                           |
| Felipe Hernández P  | El Precio de la Honestidad, Por culpa de mis acciones I y II, Círculo de Mentiras, Maldad e Hipocresía, Ambición y Poder, Ambición y Poder, Pasión Obsesiva, Celos por Conveniencia, Amor de Padre, Por culpa del amor, Relaciones Peligrosas | 2, 3, 4, 5, 6, 7, 8, 9, 10, 11, 12, 13 |
| Carmen Blanqueto    | El Precio de la Honestidad, Por culpa de mis acciones I y II, Círculo de Mentiras, Maldad e Hipocresía, Ambición y Poder, Apuesta de Vida, Pasión Obsesiva, Por culpa del amor, Relaciones Peligrosas, El Cuarto mandamiento                  | 2, 3, 4, 5, 6, 7, 8, 9, 12, 13, 15     |
| Karina Peniche      | El Precio de la Honestidad, Por culpa de mis acciones I y II, Maldad e Hipocresía, Ambición y Poder, Apuesta de vida, Pasión y obsesiva, Amor de Padre, Relaciones Peligrosas, El Cuarto Mandamiento                                          | 2, 3, 4, 6, 7, 8, 9, 11, 13, 15        |
| Alejandra Medina    | El Precio de la Honestidad, Por culpa de mis acciones I y II, Círculo de Mentiras, Maldad e Hipocresía, Ambición y Poder, Apuesta de vida, Pasión obsesiva, Celos por Conveniencia, Amor de Padre, Relaciones Peligrosas                      | 2, 3, 4, 5, 6, 7, 8, 9, 10, 11, 13     |
| Miguel Torres III   | El Precio de la Honestidad, Círculo de Mentiras, Pasión Obsesiva | 2, 5, 9                                |
| Charly Peniche      | Celos por Conveniencia, Amor de Padre, Por culpa del amor | 10, 11, 12                             |
| Christian Izaguirre | Amor de Padre, Por culpa del Amor, Relaciones Peligrosas, Intriga e Infidelidad, EL Cuarto Mandamiento | 11, 12, 13, 14, 15                     |
| Eduardo Lavalle     | Relaciones Peligrosas, Intriga e Infidelidad | 13, 14                                 |
| Soledad Hernández   | Amor de Padre, Relaciones Peligrosas | 11, 13                                 |
| Martín Marrufo      | El Precio de la Honestidad, Por culpa de mis acciones I, Maldad e Hipocresía, Ambición y Poder, Apuesta de Vida, Celos por Conveniencia, Por culpa del amor, Relaciones Peligrosas, Intriga e Infidelidad                                     | 2, 3, 6, 7, 8, 10, 12, 13, 14          |
| Jorge Cuauhtli      | Todos tenemos secretos | 1                                      |
| Francisco Chi       | Todos tenemos secretos | 1                                      |
| Karen Peniche       | Todos tenemos secretos, El Cuarto Mandamiento | 1, 15                                  |
| Leny Ramírez        | El Precio de la Honestidad, Por Culpa de mis acciones I, Círculo de Mentiras, EL Cuarto Mandamiento | 2, 3, 5, 15                            |
| Maggy MayHoil       | por Culpa de mis acciones II, Círculo de Mentiras, Apuesta de vida, Amor de Padre. Relaciones peligrosas | 3, 5, 8, 11, 13                        |
| Raissa Romero       | Celos por Conveniencia, Amor de Padre, Por culpa del amor | 10, 11, 12                             |
| Scarlet Gonzalez    | El Precio de la Honestidad | 2                                      |
| Jesús García II     | Apuesta de vida, Celos por Conveniencia, EL Cuarto Mandamiento | 8, 10, 15                              |
| José Luis Rivera    | Celos por Conveniencia | 10                                     |
| Pedro Andalón       | Apuesta de vida, EL Cuarto Mandamiento | 8, 15                                  |
| Olivia Espinosa     | Relaciones Peligrosas | 13                                     |
| Diana Hernández     | Relaciones Peligrosas | 13                                     |
| Juan Bacab          | El Precio de la Honestidad | 2                                      |
| Sandra Castro       | Intriga e Infidelidad | 14                                     |
| Paw Gonzalez        | Pasión Obsesiva | 9                                      |

| Actor/Actriz        | Nombre del Personaje                     | Número del Capítulo                               |
| ------------------- | ---------------------------------------- | ------------------------------------------------- |
| Karla Peniche       | Rossana del Valle                        | 1, 2, 3, 4, 6, 7, 8, 9, 10, 11, 12, 13, 14, 15    |
| Iñigo Olavarrieta   | Rodrigo Valente                          | 1, 2, 3, 4, 5, 6, 7, 8, 9, 10, 11, 12, 13, 14, 15 |
| Christian Izaguirre | Randy Arvizu                             | 5, 6, 7, 8, 9, 10, 11, 12, 13, 14, 15             |
| José Luis Azanza    | Manuel Castro                            | 1, 2, 3, 4                                        |
| Ivonne Gallegos     | Isidora Pérez                            | 1, 3, 4,9,10,11, 13, 14                           |
| Brianda Barajas     | Georgina Bracamontes                     | 9, 10, 11, 12, 13, 14, 15                         |
| Aracely Adame       | Nataly Valente                           | 5,6, 7, 9, 10, 11, 13, 14                         |
| Jeanette Snyder     | Grecia Alatriste                         | 5, 6, 7, 8, 9, 12, 13, 14                         |
| Krizia Preciado     | La fiscal Serena Palacios                | 10, 11, 12, 13, 14, 15                            |
| Soledad Hernández   | Isabela Medina "La Doña"                 | 6, 7,9, 11, 12, 13                                |
| Felipe Hernández P  | Diego Álvarez                            | 6, 7,9, 11, 12, 13                                |
| Joel Atristain      | Fortunato del Olmo                       | 2, 3, 15                                          |
| Jonnathan Kuri      | Angelo Bustani                           | 6, 7, 8                                           |
| Katharine De Senne  | Susan Falcao                             | 9,10, 11                                          |
| Francisco de Lobos  | Jorge Alberto Salvatierra                | 5, 7, 8                                           |
| Nicolas Krinis      | El Sr. Presidente                        | 14, 15                                            |
| Karina Peniche      | Cassandra Pérez                          | 7, 8, 10, 11                                      |
| Alejandra Medina    | Trini Medina                             | 6, 7, 8, 9, 10                                    |
| Sergio Alarcón      | René "El Renco" Medina                   | 6, 7,8                                            |
| Charly Peniche      | Carlos "Chapu" Mayoral                   | 4, 5, 6, 7                                        |
| René Zepeda         | Abraham reyes                            | 9, 10, 12, 13, 14                                 |
| Anniuska García     | Amanda Londoño "La Doctora"              | 8, 9, 10, 11, 12                                  |
| Carmen Blanqueto    | Marianela de Valente                     | 1,2,4                                             |
| Manuel Alcocer      | Dr. Eduardo alatriste                    | ,6, 8, 9, 10, 11, 13, 14                          |
| Raissa Romero       | Gabriela Cortazar                        | 6, 7, 8                                           |
| Karen Peniche       | Cassandra (Niña)                         | 2, 3, 4                                           |
| Scarlet Gonzalez    | Conductora de TV                         | 5,7,8,10                                          |
| Jesús García III    | Terminator                               | 6,7,8,10,11,12,13, 14, 15                         |
| José Luis Rivera    | El Mataperros                            | 6,7,8,10,11,12,13, 14, 15                         |
| Pedro Andalón       | Detective, Pedro Samuel Cisneros Mancera | 6,7,9,10,11,12                                    |
| Martín Marrufo      | Sargento Martín Rosales                  | 7,9,10,11,12                                      |
| Marcela Escalante   | Martina Ivanob                           | 6, 8, 9                                           |
| Diana Barajas       | Maritza (Esposa Gerardo Valente)         | 2, 3                                              |
| Diana Murillo       | Inquilina 1                              | 6,9,11                                            |
| Olivia Espinosa     | Inquilina Dos                            | 9 y 10                                            |
| Tomás Celis         | Melquiades del Olmo                      | 8, 9, 10                                          |
| Karen Miranda       | Arminda "Ama de llaves"                  | 10, 11, 12                                        |
| Maggy MayHoil       | Inquilina 4                              | 7.8, 11                                           |
| Daniel Ambriz       | Lic Rafaél Miramón                       | 6                                                 |
| Javier Peniche      | "El Amilcar"                             | 8                                                 |
| Mike Brito II       | Velador del SEMEFO                       | 11                                                |
| Patricia Herrera    | Inquilina Ileanna                        | 9 y 10                                            |
| Jose Luis Argüelles | Niño Mensajero                           | 11                                                |

## Episodios
- Basados en el orden de emisión por Promovision Televisión
- En México los capítulos transmitidos fueron de 45 minutos.

Primera temporada
| Fecha de Emisión         | Número | Título del Capítulo          |
| ------------------------ | ------ | ---------------------------- |
| 18 de agosto de 2012     | 001    | Todos tenemos secretos       |
| 25 de agosto de 2012     | 002    | El precio de la honestidad   |
| 1 de septiembre de 2012  | 003    | Por culpa de mis acciones I  |
| 8 de septiembre de 2012  | 004    | Por culpa de mis acciones II |
| 15 de septiembre de 2012 | 005    | Círculo de mentiras'         |
| 22 de septiembre de 2012 | 006    | Maldad e hipocresía          |
| 29 de septiembre de 2012 | 007    | Ambición y poder             |
| 6 de octubre de 2012     | 008    | Apuesta de vida              |
| 13 de octubre de 2012    | 009    | Pasión obsesiva              |
| 20 de octubre de 2012    | 010    | Celos por conveniencia       |
| 27 de octubre de 2012    | 011    | Amor de padre                |
| 3 de noviembre de 2012   | 012    | Por culpa del amor           |
| 10 de noviembre de 2012  | 013    | Relaciones peligrosas'       |
| 17 de noviembre de 2012  | 014    | Intriga e infidelidad        |
| 24 de noviembre de 2012  | 015    | El cuarto mandamiento        |

Segunda temporada
| Fecha de Emisión         | Número | Título del Capítulo     |
| ------------------------ | ------ | ----------------------- |
| 17 de agosto de 2013     | 001    | El billete de lotería ' |
| 24 de agosto de 2013     | 002    | Amor y traición         |
| 31 de agosto de 2013     | 003    | Dinero maldito          |
| 7 de septiembre de 2013  | 004    | Dolorosa Venganza       |
| 14 de septiembre de 2013 | 005    | Nido de víboras         |
| 21 de septiembre de 2013 | 006    | La sucesión             |
| 28 de septiembre de 2013 | 007    | Ajuste de cuentas       |
| 5 de octubre de 2013     | 008    | Verdades ocultas        |
| 12 de octubre de 2013    | 009    | Errores mortales        |
| 19 de octubre de 2013    | 010    | Corrupción y crimen     |
| 26 de octubre de 2013    | 011    | Asesinos a sueldo       |
| 2 de noviembre de 2013   | 012    | Crímenes sin castigo    |
| 9 de noviembre de 2013   | 013    | El purgatorio           |
| 16 de noviembre de 2013  | 014    | Cadenas de dolor        |
| 23 de noviembre de 2013  | 015    | La verdadera historia   |